# وست کمپتون، دورست
وست کمپتون (به انگلیسی: West Compton) یک روستا و محله مدنی در بریتانیا است که در West Dorset واقع شده‌است. وست کمپتون ۲۴ نفر جمعیت دارد.